# المذهب الطبيعي الإنساني

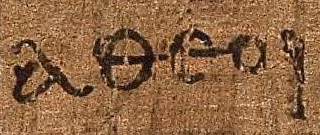

الطبيعانية الإنسانية هي فرع من الطبيعانية الفلسفية حيث يكون البشر أفضل قدرة على السيطرة على العالم وفهمه من خلال استخدام الطريقة العلمية، بالإضافة إلى القيم الاجتماعية والأخلاقية للإنسانية. تعتبر مفاهيم الروحانية، والحدس، والميتافيزيقية ذاتية القيمة فقط، في المقام الأول لأنها لا يمكن تبريرها، وبالتالي لا يمكن أن تتخطى أبدًا مجال الرأي الشخصي. لا يتم رسم الحدود بين الطبيعانية وما يكمن «وراء» الطبيعة؛ كل شيء يعتبر نتيجة لعمليات يمكن تفسيرها داخل الطبيعة، مع عدم وجود شيء خارجها.